# 布里哈迪里夫卡 (巴拉克利亞市鎮)
49°33′21″N 37°4′47″E / 49.55583°N 37.07972°E
布里哈迪里夫卡（羅馬化：Bryhadyrivka）是位於烏克蘭東部哈爾科夫州伊久姆區巴拉克利亚市镇的村莊。該村始建於1782年，面積2.9平方公里，海拔高度98米，2001年人口994，人口密度每平方公里342.6人。